# PKP SP47 sorozat
Az PKP SP47 sorozat egy lengyel Co'Co' tengelyelrendezésű dízelmozdony-sorozat. Személyszállító vonatok vontatására használták. Összesen 2 db-ot gyártott belőle a Cegielski 1975-ben és 1977-ben. A PKP 1997-ben selejtezte.

## Gyártása
| Mozdonyszám | Gyártó             | Gyártási év | Darabszám |
| ----------- | ------------------ | ----------- | --------- |
| 001, 002    | Cegielski (Poznań) | 1975, 1977  | 2         |

## Mozdonyok felosztása
| Mozdonyszám | Üzemeltető                  | Megjegyzések     |
| ----------- | --------------------------- | ---------------- |
| 001         | Kościerzyna – heritage park | Kiállított darab |

## Becenevek
A mozdonynak az alábbi beceneveket adták:
- Długa Suka (Magyarul: Hosszú Nőstény) – mert hasonlít a PKP SU46-ra (Nőstény) de sokkal hosszabb.